# ジョン・アシュトン
ジョン・アシュトン（John Ashton、1948年2月22日 - 2024年9月26日）は、アメリカ合衆国の俳優。
マサチューセッツ州スプリングフィールド生まれ。南カリフォルニア大学（USC）演劇科を卒業。

## 来歴
12歳から演劇のレッスンをはじめ、2年後には小さな役をもらって出演し、この時期にはリトルリーグの優勝投手としても活躍していたという。高校時代にはフットボール選手として活躍し、大学時代も選手を続ける。フットボール選手か演劇の道に進むか考えた末、演劇に進む。
コッド岬での夏の貯蓄の後、生活のためにハリウッドに移りUSCの奨学金を得る。USCのツアーに出演してヨーロッパ、ドイツ、エディンバラで公演を行う。
卒業後はAngels Theater Groupに在籍し、喜劇芝居に出演した。
日本では『ビバリーヒルズコップ』、『ミッドナイト・ラン』などで冴えない中年男性を演じていることで知られている。
2024年9月26日、コロラド州フォート・コリンズの自宅で死去。76歳没。

## 主な出演映画
| 公開年 | 日本語題 原題                                                                                    | 役名                     |
| ------ | ------------------------------------------------------------------------------------------------ | ------------------------ |
| 1974   | 刑事コロンボ/逆転の構図 Columbo/Negative Reaction                                                | Calvin MacGruder         |
| 1977   | オー!ゴッド Oh, God!                                                                             | 警官（クレジットなし）   |
| 1979   | ヤング・ゼネレーション Breaking Away                                                             | マイクの兄               |
| 1980   | ボーダーライン Borderline                                                                        | チャーリー・モンロー     |
| 1984   | バカルー・バンザイの8次元ギャラクシー The Adventures of Buckaroo Banzai Across the 8th Dimension | Highway Patrolman        |
| 1984   | ビバリーヒルズ・コップ Beverly Hills Cop                                                         | ジョン・タガート         |
| 1986   | キングコング2 King Kong Lives                                                                    | アーチー・ネヴィット中佐 |
| 1987   | 恋しくて Some Kind of Wonderful                                                                  | クリフ                   |
| 1987   | ビバリーヒルズ・コップ2 Beverly Hills Cop 2                                                      | ジョン・タガート         |
| 1988   | 結婚の条件 She's Having a Baby                                                                   | ケン                     |
| 1988   | ミッドナイト・ラン Midnight Run                                                                  | マービン・ドーフラー     |
| 1988   | お家に帰りたい I Want to Go Home                                                                 | Harry Dempsey            |
| 1994   | リトル・ビッグ・フィールド Little Big Field                                                      | Mac Macnally             |
| 1994   | パラダイスの逃亡者 Trapped in Paradise                                                           | Ed Dawson                |
| 1995   | シューター The Shooter                                                                           | アレックス・リード       |
| 1996   | クライム・シンジケート For Which He Stands                                                       | District Attorney        |
| 1996   | ブロークン・マネー Fast Money                                                                    | Lt. Diego                |
| 1998   | ディードル・ブラザーズ/悪ノリ双子の大作戦 Meet the Deedles                                       | Capt. Douglas Pine       |
| 1999   | ハーモニーベイの夜明け Instinct                                                                  | 看守ダックス             |
| 1999   | アバランチ・インフェルノ Avalanche                                                               | Kemp                     |
| 2007   | ゴーン・ベイビー・ゴーン Gone Baby Gone                                                          | ニック・プール刑事       |
| 2009   | ミドルメン/アダルト業界でネットを変えた男たち Middle Men                                         | モーガン                 |
| 2024   | ビバリーヒルズ・コップ: アクセル・フォーリー Beverly Hills Cop: Axel F                           | ジョン・タガート         |